# 빨간머리 앤 - 선생님이 된 앤
《빨간머리 앤 - 선생님이 된 앤》(Anne Of Green Gables: The Sequel)은 미국에서 제작된 케빈 설리반 감독의 1987년 영화이다. 캐나다의 텔레비전 미니시리즈 영화이다. 1985년 미니시리즈 빨강머리 앤의 시퀄이며 4개의 영화 시리즈 가운데 2번째 작품이다. 메건 팔로우즈 등이 주연으로 출연하였고 케빈 설리반 등이 제작에 참여하였다.
이 미니시리즈는 1987년 5월과 6월에 4시간 분량으로 디즈니 채널을 통해 "Anne of Avonlea: The Continuing Story of Anne of Green Gables"라는 이름으로 방영되었으며 1987년 12월 2개의 150분 분량으로 CBC를 통해, 1988년 3월에는 PBS를 통해 "Anne of Green Gables: The Sequel"이라는 제목으로 방영되었다.

## 출연

### 주연
- 메건 팔로우즈
- 콜린 듀헐스트

### 조연
- 웬디 힐러
- 프랭크 컨버즈
- 조나단 크롬비
- 마릴린 라이트스톤

## 기타
- 원작자: 루시 모드 몽고메리
- Line PD: 듀앤 하워드
- 미술: 수잔 롱미르
- 의상: 마샤 만
- 배역: 다이안 폴리
- 배역: 앤 테이트